# Dani Mathers
Danielle Jenee "Dani" Mathers (nacida el 5 de enero de 1987) es una actriz y modelo estadounidense que es la Playmate del mes de mayo de 2014 de la revista playboy. Su reportaje para Playmate fue fotografiado en Cabo San Lucas, México.
Desde 2005, ha aparecido en un papel recurrente (como "Danica") en la telenovela de la CBS The Bold and the Beautiful. Ella también ha sido Playboy CyberGirl del mes de enero de 2013 y apareció en la portada de Playboy Girls of Summer, y también apareció en The Playboy Morning Show y tuvo un papel en un cortometraje de 2014 titulado Thrilling Contradictions. También fue nombrada Playmate del año de 2015.